# Cortez the Killer

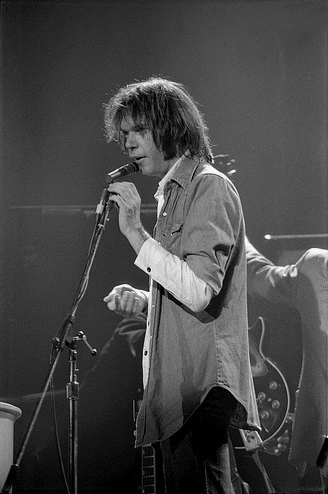
Neil Young, 1976

Cortez the Killer ist ein Lied von Neil Young von seinem Album Zuma (1975).
Es wurde auf Platz 329 der Liste der 500 größten Songs aller Zeiten von Rolling Stone und das Gitarrensolo auf Platz 39 der 100 größten Gitarrensoli der Welt eingestuft. Youngs Notizen für das Album Decade zufolge war das Lied in Spanien unter Francisco Franco verboten.

## Songtext
Das Lied handelt von Hernán Cortés, der Mexiko im 16. Jahrhundert für Spanien unterwarf, dem aztekischen Herrscher Moctezuma II. und anderen Ereignissen bei der spanischen Eroberung der Neuen Welt.
In der letzten Strophe springt der Text von der dritten zur ersten Person und zu einer unbenannten Frau:
„Und ich weiß, dass sie dort lebt / Und sie liebt mich bis heute / Ich kann mich nicht erinnern, wann / oder wie ich den Weg verloren habe.“
Young hatte sich kurz vor der Aufnahme von Carrie Snodgress getrennt.

## Komposition und Gitarrensolo
Der Song besteht aus der einfachen Akkordfolge Em7, D und Am7sus4.
Zu seinem Gitarrensolo sagte Neil Young: 

„Ich bin von Natur aus eine sehr destruktive Person. Und das kommt wirklich in meinem Gitarrenspiel heraus. Mann, wenn Sie an Gitarrenspielen denken, was das Boxen angeht ... sagen wir mal, ich bin nicht der Typ Gitarrist, gegen den Sie spielen möchten. Ich bin nur vom Leben gezeichnet. Nichts Spezielles. Nicht mehr vernarbt als jeder andere. Nur andere Leute zeigen oft nicht, wie beschädigt sie sind, so wie ich es tue und damit umgehe.“

## Coverversionen
- 1989: Slint spielten den Song live, eine Aufnahme findet sich auf der Spiderland 2014 Deluxe Remastered Version[5]
- 1999: The Church auf dem Album A Box of Birds
- 1998: Gov’t Mule auf dem Album Live ... With a Little Help from Our Friends.
- 2000: Built to Spill nahmen im Jahr 2000 mit ihrem Album Live eine Version auf, die mit mehreren Gitarrensoli über zwanzig Minuten lang ist.
- 2003: Die Dave Matthews Band mit Warren Haynes spielte den Song bei ihrem Konzert im Central Park 2003.
- 2007: Grace Potter und Joe Satriani[6]
- 2007: Marissa Nadler, Bonus-EP zu ihrem 2007er Album Songs III: Bird on the Water
- 2008: Screaming Females auf der Single Hunchback
- 2009: David Rawlings, Album A Friend of a Friend, als zweite Hälfte eines Medleys
- 2015: Prong Songs from the Black Hole
- Dinosaur Jr. und J Mascis and the Fog spielen den Song häufig live mit langen improvisierten Gitarrensoli; in beiden Bands spielt J Mascis Gitarre.[7]